# 乱馬とあかねのバラード
「乱馬とあかねのバラード」（らんまとあかねのバラード）は、乱馬&あかねのシングル。1993年10月6日にポニーキャニオンから発売された。

## 解説
- 早乙女乱馬役の山口勝平と天道あかね役の日髙のり子のデュエットシングル。OVA『らんま1/2』エンディングテーマ。
- 「呪泉郷端会議録」では同アニメの早乙女乱馬（山口勝平）、天道あかね（日高のり子）、天道なびき（高山みなみ）、天道かすみ（井上喜久子）による井戸端雑談が収録されている。
- 1992年10月21日に発売された『らんま1/2 格闘歌かるた』からのシングルカットである。

## 収録曲
1. 乱馬とあかねのバラード [4:29]
作詞：乱馬的歌劇団文芸部、作曲：川井憲次、編曲：中村暢之
  - OVA『らんま1/2』エンディングテーマ
2. 乱馬とあかねのバラード（オリジナル・カラオケ） [4:29]
3. 新・呪泉郷端会議録その1 [3:36]
4. 新・呪泉郷端会議録その2 [3:27]
5. 新・呪泉郷端会議録その3 [4:17]